# Starszy sierżant sztabowy
Starszy sierżant sztabowy (st.sierż. szt.) – stopień wojskowy w Wojskach Lądowych, Siłach Powietrznych, Wojskach Specjalnych, także stopień służbowy w Służbie Więziennej, gdzie nadal występuje.
W Wojsku Polskim wprowadzony w 1967 roku. Odpowiadał starszemu bosmanowi sztabowemu w Marynarce Wojennej. W czasie II wojny światowej istniał tylko stopień starszy sierżant.
W 2004 stopień został zniesiony. Taki stopień natomiast istnieje jako stopień służbowy w Służbie Więziennej.
W Siłach Zbrojnych PRL należał do grupy podoficerów starszych.
Podoficerowie zawodowi, żołnierze rezerwy oraz osoby niepodlegające obowiązkowi służby wojskowej posiadający stopień wojskowy starszy sierżant sztabowy (starszy bosman sztabowy) zostali mianowani z dniem 1 stycznia 2014 roku na stopień młodszy chorąży (młodszy chorąży marynarki).

## Oznaczenia
Oznaczenie stopnia w Wojsku Polskim to dwie srebrne krokiewki i pasek na naramiennikach i otoku czapki; naramienniki obszyte matowosrebrną taśmą.
Zgodnie z przepisami ubiorczymi żołnierzy Wojska Polskiego z 1972 roku starszy sierżant sztabowy nosił na przodzie otoku czapki garnizonowej haftowaną bajorkiem oznakę w kształcie litery "V" skierowaną kątem w dół, o ramionach długości 3,3 cm i szerokości 5 mm, oraz drugi znak w kształcie litery "V", umieszczony wewnątrz w odstępie 2 mm. Na dole pasek długości 2,5 cm i szerokości 5 mm, bezpośrednio umieszczony poziomo pod znakiem litery "V",
Naramiennik obszyty wokół taśmą szerokości 8 mm z wyjątkiem wszycia przy rękawie; na naramiennikach wewnątrz obszycia – znak w kształcie litery "V" (krokiewka). Rozwarcie ramion krokiewki w kierunku guzika naramiennika – pod kątem 60 st; odległość od wszycia rękawa do wierzchołka krokiewki 2 cm. Drugi znak w kształcie litery "V", umieszczony wewnątrz w odstępie 4 mm, oraz bezpośrednio pod oznaką pasek poprzeczny, równoległy do wszycia rękawa.